# 니시다이역 (효고현)
니시다이역(일본어: 西代駅, にしだいえき)은 일본 효고현 고베시 나가타구 오야시키도리 2초메에 있는 산요 전기철도와 한신 전기철도의 역이다. 산요 전기철도의 관할역이다. 역 번호는 산요가 SY 01, 한신이 HS 39이다.

## 개요
산요 전기철도 본선의 기점역이고 본사 소재역이며, 한신 전기철도 고베 고속선의 종착역이다(한신에서는 최서단이고 최남단역이다). 그러나, 상호 직통 운전의 관계로는 본 역에서 회송 열차는 설정되지 않고, 일부 직통 특급은 통과하고 정차하는 열차 편수가 적다는 점에서 실질적으로는 중간역과 다르지 않다. 직통특급 중 종별 표시막이 노란색 바탕(직통특급)의 것이 정차한다.
역 관리는 산요 측이 맡고 있으며 역명판도 산요 전철의 표기만으로 한신의 기재는 없다(과거의 고베 고속 철도 선의 종단역은 모두 이 형태이다). 본 역에서 고속 나가타 역 방면을 이용할 때는 승차권은 "연결 승차권"로서 취급하고, 자동 매표기에서는 고베 고속선 내이면 전용 버튼으로 직접 승차권을 구입할 수 있다. 자동 매표기는 산요사만 설치되었고 한신사는 설치되지 않았다. 한신 역이기도 하지만 다른 고베 고속선의 역과 마찬가지로 긴키 닛폰 철도(긴테쓰)선과의 연결 승차권은 구입할 수 없다.
2013년 3월 23일부터 전국 교통계 IC카드의 상호 이용에 대응하고 있다. 단, 2014년 3월 20일까지의 산요 전철선은 전국 교통계 IC카드의 상호 이용 대상 밖에서 본 역 이동(타사선)의 이용은 가능하므로, 본 회사의 역에서 유일하게 "PiTaPa"와 "ICOCA" 이외의 상호 이용 카드의 이용에도 대응하고 있었다. 단, 자동 개찰기는 "PiTaPa"와 "ICOCA"만의 대응이고 그 이외에는 상호 이용이 가능한 카드의 경우에는 승강면 역 사무실에서 도우미가 처리를 했지만, 2014년 3월 21일부터는 자동 개찰기도 이용할 수 있도록 대응이 실시되었다.

### 이용 가능 철도 노선
- 산요 전기철도
  - 본선 - SY 01
- 한신 전기철도
  - 고베 고속선 - HS 39

두 노선은 본 역을 통해서 상호 직통 운전을 하고 있다.
한신 고속선에 대해서는 고베 고속 철도가 제3종 철도 사업자로 선로를 보유하고 한신 전기철도가 제2종 철도 사업자로 영업을 하는 중이다.

## 연표
- 1910년 3월 15일: 효고 전기궤도가 효고 역(후, 전철 효고 역)과 스마 역(현, 산요스마 역)간의 개통으로 영업 개시.
- 1927년 4월 1일: 우지가와 전기에 의한 합병되면서 본 회사의 역이 됨.
- 1933년 6월 6일: 우지가와 전기철도 부문(전철부)이 분리되어 산요 전기철도의 역이 됨.
- 1967년 7월 1일: 하행 승강장이 이전되고 상대식 승강장으로 전환되면서 교상역이 됨.
- 1968년 4월 7일: 고베 고속 철도 개통으로 인한 전철 효고 역과 당역 구간이 전날을 마지막으로 폐지되고 산요 전기철도 본선의 기점역이 됨과 동시에 직통운행의 경계역이 됨.
- 1995년
  - 1월 17일: 한신・아와지 대지진으로 재해, 영업 정지.
    - 복구에 해당하는 공사가 진척하던 것이 지하역으로 전환되면서 지상역은 부활하지 않고 영업 종료가 되었다.

  - 6월 18일: 지하화로 영업 재개. 고속 나가타 역과 이타야도 역 구간이 복구되어, 산요 전기철도 본선의 전 노선에서 운행 재개.
  - 8월 13일: 신카이치 역과 고속 나가타 역 구간이 복구되어, 고베 고속 철도선의 전 노선에서 운행 재개.
- 2006년 10월 28일: 다이아 개정에 따라 S특급의 정차역이 됨.
- 2009년 3월 20일: 다이아 개정에 따라 일부 직통특급(종별막 ■노란색)의 정차역이 됨.
- 2014년 4월 1일: 역 번호 도입[1].

## 역 구조
상대식 승강장 2면 2선의 지하역이다. 개찰구는 1개소 설치되어 있고, 개찰 내 대합실과 각 승강장은 에스컬레이터(상행만)와 엘리베이터에 의하여 연결되고 개찰 외로 통하는 지상부는 엘리베이터만 설치되어 있다.
역 매점 "프렌즈 숍"이 설치되어 있다.

### 승강장
| 1 (남측) | ■ 산요 전기철도 본선 | 아카시・히메지・아보시 방면              |  |
| 2 (북측) | ■ 한신 고베 고속선   | 고베산노미야・오사카 (우메다)・교토 방면 |  |

※ 이전에는 승강장 번호가 설정되지 않았지만, 2012년 5월의 열차 안내 장치 개수 시 장치에 승강장 번호가 표시되었다.

## 역 주변
- 산요 전기철도 본사 - 본사가 있는 위치에서 이전, 효고 전기궤도의 개통 시부터 차고인 니시다이 차고가 존재했다. 차고 기능은 1970년대 후반(1978년 6월 말)에 히가시스마 역으로 이전하였다. 본사 빌딩 앞에는 소설가 시이나 린조의 문학비가 있다.
- 솔레유 니시다이 - 니시다이 차고 철거지에 건설된 대형 상업시설. 상품 판매(슈퍼 마켓・가전 양판점・약국) 및 음식(패밀리 레스토랑) 점포가 입주되어 있다.
- 니시다이하스이케 공원
- 미즈카사도리 공원
- 칸논야마 공원
- 효고 현립 문화 체육관
- 고베 시립 신나가타 도서관
- 고베 도키와 여자 고등학교
- 고베 도키와 대학
- 효고 현립 나가타 고등학교
- 효고 현립 나가타 상업 고등학교
- 고베 시립 니시다이 중학교
- 고베 시립 하스이케 초등학교
- 고베 시립 이케다 초등학교
- 고베 시립 나가타미나미 초등학교
- 나가타 우체국
- 고베 야마시타 우체국
- 고베 가구라 우체국
- 고베대로 우체국
- JR 고베 선・고베 시영 지하철 신나가타역 - 공식 환승역은 아니지만 도보로 약 10분 거리에 있다.
- 한신 고속 도로 31호 고베야마테 선 고베나가타 출입구

## 인접역
| 한신 전기철도 ■ 고베 고속선 산요 전기철도 ■ 본선          | 한신 전기철도 ■ 고베 고속선 산요 전기철도 ■ 본선 | 한신 전기철도 ■ 고베 고속선 산요 전기철도 ■ 본선 |
| --------------------------------------------------------- | ------------------------------------------------ | ------------------------------------------------ |
| HS 38 고속 나가타 (고베 고속선) 우메다・고베산노미야 방면 | ■ 직통특급(B직통) ■ S특급 ■ 특급 ■ 보통          | 이타야도 SY 02 (산요 전철) 산요히메지 방면       |